# Bracon pulcher
Bracon pulcher är en stekelart som beskrevs av Simon Bengtsson 1924. Bracon pulcher ingår i släktet Bracon och familjen bracksteklar. Arten är reproducerande i Sverige. Utöver nominatformen finns också underarten B. p. bengtssoni.